# Ivan Brovkin na celine
Ivan Brovkin na celine (Иван Бровкин на целине) è un film del 1958 diretto da Ivan Vladimirovič Lukinskij.